# Dicranolejeunea loxensis
Dicranolejeunea loxensis là một loài Rêu trong họ Lejeuneaceae. Loài này được (Gottsche ex Gottsche, Lindenb. & Nees) Stephani mô tả khoa học đầu tiên năm 1912.